# HMS Umpire (N82)
| «Ампайр»                                                                   | «Ампайр»                                                                                                 | «Ампайр»                                                                                                 |
| -------------------------------------------------------------------------- | --- | --- |
| HMS Umpire (N82)                                                           | | |
|                                                                            | | |
| Однотипний британський ПЧ «Уна»                                            | | |
| Верф                                                                       | Chatham Dockyard, Чатем                                                                                  | Chatham Dockyard, Чатем                                                                                  |
| Під прапором                                                               | Велика Британія                                                                                          | Велика Британія                                                                                          |
| Належність                                                                 | Королівський ВМФ Великої Британії                                                                        | Королівський ВМФ Великої Британії                                                                        |
| Порт приписки                                                              | Ширнесс                                                                                                  | Ширнесс                                                                                                  |
| Замовлення                                                                 | 4 вересня 1939                                                                                           | 4 вересня 1939                                                                                           |
| Закладений                                                                 | 1 січня 1940                                                                                             | 1 січня 1940                                                                                             |
| Спуск на воду                                                              | 30 грудня 1940                                                                                           | 30 грудня 1940                                                                                           |
| Введений до складу флоту                                                   | 10 липня 1941                                                                                            | 10 липня 1941                                                                                            |
| На службі                                                                  | 1941 | 1941 |
| Загибель                                                                   | 19 липня 1941 року затонув у наслідок зіткнення з траулером Peter Hendriks у Північному морі             | 19 липня 1941 року затонув у наслідок зіткнення з траулером Peter Hendriks у Північному морі             |
| Сучасний статус                                                            | затонулий                                                                                                | затонулий                                                                                                |
| Бойовий досвід                                                             | Друга світова війна                                                                                      | Друга світова війна                                                                                      |
| Проєкт                                                                     | | |
| Тип ПЧ                                                                     | малий торпедний ДПЧ                                                                                      | малий торпедний ДПЧ                                                                                      |
| Основні характеристики                                                     | | |
| Швидкість (надводна)                                                       | 11,25 вузлів (20,8 км/год)                                                                               | 11,25 вузлів (20,8 км/год)                                                                               |
| Швидкість (підводна)                                                       | 10 вузлів (18,6 км/год) (підводна)                                                                       | 10 вузлів (18,6 км/год) (підводна)                                                                       |
| Робоча глибина занурення                                                   | 61 м | 61 м |
| Гранична глибина занурення                                                 | 70 м | 70 м |
| Дальність плавання                                                         | 4 500 миль (8 300 км) на швидкості 11 вузлів (надводна) 70 миль (130 км) на швидкості 4 вузли (підводна) | 4 500 миль (8 300 км) на швидкості 11 вузлів (надводна) 70 миль (130 км) на швидкості 4 вузли (підводна) |
| Екіпаж                                                                     | 31 офіцер та матрос                                                                                      | 31 офіцер та матрос                                                                                      |
| Розміри                                                                    | | |
| Довжина найбільша (по КВЛ)                                                 | 58,22 м                                                                                                  | 58,22 м                                                                                                  |
| Ширина корпусу найб.                                                       | 4,9 м | 4,9 м |
| Середня осадка (по КВЛ)                                                    | 4,62 м                                                                                                   | 4,62 м                                                                                                   |
| Водотоннажність надводна                                                   | 540—630 т                                                                                                | 540—630 т                                                                                                |
| Силова установка                                                           | | |
| дизель-електрична; 2 × дизельних двигуни Paxman Ricardo 2 × електродвигуни | | |
| Гвинти                                                                     | 2 | 2 |
| Потужність                                                                 | 2 500 к.с. (дизель) 1 450 к.с. (електродвигун)                                                           | 2 500 к.с. (дизель) 1 450 к.с. (електродвигун)                                                           |
| Озброєння                                                                  | | |
| Артилерія                                                                  | 1 × 76-мм гармати QF 3-inch 20 cwt                                                                       | 1 × 76-мм гармати QF 3-inch 20 cwt                                                                       |
| Торпедно- мінне озброєння                                                  | 6 × 533-мм торпедних апаратів 8-10 торпед                                                                | 6 × 533-мм торпедних апаратів 8-10 торпед                                                                |

«Ампайр» (англ. HMS Umpire (N82) — британський дизель-електричний малий підводний човен типу «U», друга серія, що перебував у складі Королівського військово-морського флоту Великої Британії у роки Другої світової війни.

## Історія створення
«Ампайр» був закладений 1 січня 1940 року на корабельні компанії Chatham Dockyard у Чатемі. 30 грудня 1940 року він був спущений на воду, а 10 липня 1941 року увійшов до складу Королівського ВМФ Великої Британії.
Підводний човен не встиг взяти участь у бойових діях на морі в Другій світовій війні. Буквально за кілька днів після введення до строю «Ампайр» затонув у наслідок зіткнення з траулером Peter Hendriks у Північному морі.

## Історія
Підводний човен під командуванням лейтенанта Мервіна Вінгфілда затонув на маршруті руху з Чатема, щоб приєднатися до 3-ї флотилії підводних човнів у Дануні. З Дануна він мав здійснити патрулювання в Північному морі, перш ніж вирушити до Середземного моря. На ніч човен зупинився у Ширнессі, де приєднався до конвою, який прямував на північ. Підводний човен зіткнувся з технічними вадами одного з двох дизелів і в результаті відстав від конвою; гвинти приводилися в рух суто електродвигунами на поверхні та під водою без механічного зв'язку з дизельними двигунами. Випадково, озброєний ескортний траулер «Пітер Хендрікс», що прямував у конвої на південь, несподівано врізався в «Ампайра», затопивши його на 18-метровій глибині. Внаслідок аварії загинуло 22 члени екіпажу.